# Bicentenary Medal
De Bicentenary Medal is een wetenschappelijke onderscheiding die de Linnean Society of London jaarlijks toekent aan een bioloog die jonger is dan veertig jaar ter ere van uitmuntende prestaties. De onderscheiding is in 1978 ingesteld naar aanleiding van het tweehonderdste sterftejaar van Carl Linnaeus. 

## Ontvangers
- 1978 ‐ David Hawksworth
- 1979 ‐ Roger Blackman
- 1980 ‐ Chris Humphries
- 1981 ‐ R.S.K. Barnes
- 1982 ‐ John Birks
- 1983 ‐ John Krebs
- 1984 ‐ Peter Crane
- 1985 ‐ Nick Barton
- 1986 ‐ David Minter
- 1987 ‐ Alec Jeffreys
- 1988 ‐ Richard Gornall
- 1989 ‐ Paul Brakefield
- 1990 ‐ Charlie Jarvis
- 1991 ‐ David Rollinson
- 1992 ‐ Stephen Blackmore
- 1993 ‐ A.B. Smith

- 1994 ‐ Richard Bateman
- 1995 ‐ Marie Kurmann
- 1996 ‐ P.H. Williams
- 1997 ‐ D.G. Reid
- 1998 ‐ R.D.M. Page
- 1999 ‐ Paul Kenrick
- 2000 ‐ Mike Fay
- 2001 ‐ Mark Wilkinson
- 2002 ‐ Per Ahlberg
- 2003 ‐ Toby Pennington
- 2004 ‐ John Stothard
- 2005 ‐ Pete Hollingsworth
- 2006 ‐ Vincent Savolainen
- 2007 ‐ Max Telford
- 2008 ‐ William Baker
- 2009 ‐ Michael Engel

- 2010 ‐ Beverley Glover
- 2011 - Paul Barrett
- 2012 - Timothy Barraclough
- 2013 - geen winnaar
- 2014 - Bonnie Webster
- 2015 - Vince Smith
- 2016 - Anjali Goswami
- 2017 - Claire Spottiswoode
- 2018 - Edwige Moyroud
- 2019 - Steve Portugal
- 2020 - Kayla King
- 2021 - Scott A. Taylor
- 2022 - James Rosindell
- 2023 - Tanisha Williams
- 2024 - Anne-Claire Fabre
- 2025 - Joanne Littlefair